# Поболь, Владимир Петрович
Владимир Петрович Поболь (2 мая 1933, Ленинград — 28 июня 1991, Ленинград) — советский и российский актёр театра и кино.

## Биография
Родился 2 мая 1933 года в Ленинграде в семье отца по имени Пётр и матери Екатерины. После того, как их личная жизнь не сложилась, Владимира воспитывала только мать. Когда началась Великая Отечественная война, они были эвакуированы в Омскую область, где провели все военные годы, после чего в 1945 году вернулись в родной город.
Во время учёбы в Ленинградской школе Поболь заинтересовался театром и поступил в драматический кружок Смольнинского дома пионера и школьника, руководителем которого у Поболя была Валентина Александровна Короткевич, артистка и педагог. Там юноша впервые играл свои первые театральные роли.
В 1952 году после окончания школы пошёл учиться в Школу-студию МХАТ на курс Павла Владимировича Массальского. В 1956 году начал служить в Омском академическом театре драмы, играл также в Ленинградском театре имени Ленинского комсомола (Балтийский дом).
В конце 1960-х годов Поболь организовал детскую студию на Ленинградском телевидении. Им было поставлено несколько детских телеспектаклей. Являлся сценаристом и постановщиком серии научно-познавательных детских передач о познании нашей планеты роботами. Был организатором пионерского театра им. Павлика Морозова.
Скончался 28 июня 1991 года от сердечной недостаточности в возрасте 58 лет в Санкт-Петербурге.

## Творчество

### Фильмография
- 1957 — Высота (Володя, монтажник)
- 1957 — Правильно, Василий Иванович! (фильм-спектакль)
- 1958 — Это очень серьёзно (короткометражный) — больной гриппом
- 1959 — Повесть о молодожёнах (Коля Свиридов, комсорг)
- 1960 — Ребята с Канонерского (секретарь РК ВЛКСМ)
- 1964 — Проводы белых ночей (фильм-спектакль)
- 1967 — Его звали Роберт (Геннадий Дмитриевич, работник первой лаборатории)
- 1981 — Придут страсти-мордасти (участковый милиционер)
- 1985 — О возвращении забыть  — Гитлер

### Режиссёрские работы
- 1966 — Ты приходи к нам, приходи… (фильм-спектакль)
- 1966 — Юнармия (фильм-спектакль)
- 1972 — Сколько будет дважды два? (фильм-спектакль)